# Cererols (Súria)
Cererols és un llogaret del municipi de Súria (Bages), al voltant de l'església de Santa Maria, annexa de la parròquia de Súria, aturonada a l'esquerra del Cardener, aigua avall de la vila. L'església, dedicada originàriament a sant Martí i després a Santa Maria de la Concepció, és una petita construcció preromànica, d'una sola nau, allargada al segle xvii. El campanar en forma de torre quadrangular i l'espaiós porxo que precedeix l'entrada són de l'època de l'ampliació del temple. Els escultors manresans Josep Generes i Pau i Josep Sunyer foren autors del retaule barroc, destruït el 1936.
El nucli de Cererols és al terme municipal de Súria (Bages) catalogat a l'Inventari del Patrimoni Arquitectònic de Catalunya. És un poblat que remunta els seus orígens al món romà. És un llogaret petitó i bastant abandonat. Tot el terreny de sembrat i bosc ha estat cremat fa 15 anys per l'extracció de potassa de les mines. Se'n conserva un petit nucli de dues cases (una habitada i l'altra no) i l'església romànica i altres tres masies disperses però no gaire llunyanes. És dalt d'una muntanya oferint una bona panoràmica sobre Súria. Les cases són totes de pedra i obeeixen a construccions populars. Les notícies i narracions històriques ens parlen d'un lloc molt verd i bonic, ple d'oxigen. Actualment està tot cremat per la sal de les mines de potassa. Es creu fou poblament ibèric i romà del que es conserva la toponímia fins a l'any 1934 i del que encara existeix un tros de camí ral. El primer escrit del qual es té menció és un pergamí datat el 4 de maig de l'any 992.